# Miguel Labordeta
Miguel Labordeta Subías (Zaragoza, 16 de julio de 1921-Zaragoza, 1 de agosto de 1969) fue un poeta español de la generación de posguerra.

## Biografía
Hermano mayor del cantautor, escritor y político José Antonio Labordeta, se licenció en Historia y escribió entre 1946 y 1947 su primer libro de poemas, Sumido 25 (1948). La mayor parte de los poemas del libro fueron compuestos durante su estancia en Madrid para recopilar documentación que le ayudase en su tesis doctoral, que nunca llevó a cabo, para disgusto de su padre. Residió en el n.º 3 de la calle Ibiza, y fue vecino, por tanto, de autores como Agustín de Foxá, Dionisio Ridruejo o Leopoldo Panero. No obstante, durante los meses que estuvo en Madrid, Miguel Labordeta supo moverse en los círculos literarios del momento, y forjó relaciones con autores como Gabriel Celaya, Vicente Aleixandre, José Antonio Novais, Antonio Buero Vallejo, Carlos Edmundo de Ory, Francisco Nieva, Eduardo Cote, José Hierro, Eugenio de Nora, Ángel Crespo, Gabino Alejandro Carriedo o Ezequiel González Mas, entre otros. De este nuevo mundo literario recién descubierto, el autor absorbería multitud de influencias, explicando en parte lo ecléctico y original de su obra poética. A su regreso a Zaragoza, en 1947, hubo de trabajar sin verdadera vocación como profesor de Historia e Inglés en el Colegio Santo Tomás de Aquino, que dirigía su padre, Miguel Labordeta. 
Los próximos años, Miguel Labordeta continuaría su labor poética y publicaría nuevos libros, originales y rompedores en su contexto histórico: Violento idílico (1949) y Transeúnte central (1950). El cuarto libro, que debió llamarse Epilírica y haber sido publicado en 1951, la censura no le permitiría ver la luz hasta 1961. Aparte de su labor como profesor y como poeta, las inquietudes literarias de Labordeta lo empujarían a concebir y llevar a cabo empresas y proyectos poéticos con el convencido objeto de sacudir el polvo al panorama literario zaragozano. Sus empeños culminarían en la Tertulia del Niké, a la que acudiría junto a Manuel Pinillos, y cuyos primeros integrantes (Julio Antonio Gómez, Raimundo Salas y Guillermo Gúdel), acogerían con gran entusiasmo. El grupo de autores iría creciendo a lo largo de los años 50 para, a mediados de los 60, comenzar la diáspora hasta que en 1969 falleciera Miguel Labordeta y el café cerrara sus puertas. De la pasión por la poesía y los esfuerzos de los integrantes de la peña Niké surgirían numerosas iniciativas como editoriales (Coso Aragonés del Ingenio, Javalambre), revistas (Orejudín, Despacho Literario, Poemas, Papageno) y colecciones de libros de poesía (Poemas, Orejudín, Fuendetodos), además de las publicaciones de poemarios particulares de cada uno de ellos.
En la tertulia del Niké, que se reunía en Zaragoza en torno al café de la calle Requeté Aragonés (actual calle 5 de marzo), Miguel Labordeta ejercía como oficiante de la O.P.I. (Oficina Poética Internacional), una entelequia literaria, donde hizo famosas sus pipas, sus convites y las surrealistas ceremonias de entrega de diplomas y carnets de ciudadanos del mundo a los integrantes del grupo. El año de su muerte su amigo Julio Antonio Gómez Fraile fundó la colección «Fuendetodos» de la editorial Javalambre, que comienza su andadura con la publicación del último libro de Miguel Labordeta, Los soliloquios, y en 1972 publica esta misma colección sus Obras completas. Dirigió la revista Despacho literario, en la que colaboró, entre otros, Antonio Fernández Molina, uno de sus buenos amigos. Como autor de teatro, Miguel Labordeta estrenó, con escenografía del artista vasco Agustín Ibarrola, la obra Oficina de horizonte, que años más tarde tendría una adaptación televisiva realizada por el director zaragozano Antonio Artero.

## Trayectoria literaria
Cultivó un estilo surrealista de lenguaje expresivo y amplios registros, elocución desbordada, verso libre y tono apocalíptico plagado de visiones cósmicas de raigambre barroca y romántica, especialmente en sus primeros tres poemarios (Sumido 25, Violento idílico y Transeúnte central), escritos entre los 25 y los 29 años. En 1950 él mismo definió su poesía como «catártica, depurativa, en que el poeta se dé por entero en holocausto verídico». Al final de su vida aparecen Los Soliloquios (1969), que junto a Autopía (publicada póstuma en 1972), constituyen una nueva etapa de poesía más ceñida y condensada. También escribió dos obras de teatro, la radiofónica "Exactamente perdido (poemoide radiofónico)" y Oficina de Horizonte, estrenada en el Teatro Argensola en noviembre de 1955, y editada en el N.º 2 de la revista Papageno (1960), dirigida por Julio Antonio Gómez.
Autor de originales y valientes versos, Labordeta se hizo cargo de la dirección del colegio Santo Tomás tras la muerte de su padre en 1954, y desde allí desplegó un mundo poético y mágico que extendió a la tertulia de la peña Niké y a revistas de la época. De la Oficina Poética Internacional (la OPI), nacieron las revistas literarias Orejudín, Papageno, El Coso Aragonés del Ingenio y Despacho Literario, embrión, a su vez, de la colección Poemas, que crearon Luciano Gracia y Guillermo Gúdel. Labordeta es el poeta del desamor, él que sin embargo había nacido para liberarse por amor tan solo. Su poesía está teñida de ironía y desgarro existencialista. En lo formal es poesía de verso libre y blanco, y de sintaxis desarticulada, enumeraciones caóticas e imágenes insólitas encadenadas que vinculan su estética al surrealismo. Las obras completas de Miguel Labordeta se publicaron de forma póstuma en 1972 en la colección Fuendetodos de Ediciones Javalambre, al cuidado de su amigo Julio Antonio Gómez y costeada con los ahorros que dejó el poeta. Fueron reeditadas en 1983 por la colección El Bardo, con poemas no publicados antes. En 1994, un número monográfico de la revista Rolde, coordinado por Antón Castro, le dedicó varios artículos. En 2010, el N.º 96 de la revista Turia fue dedicado íntegramente al poeta con numerosos estudios.
Algunos de sus libros fueron ilustrados, entre otros, por Santiago Lagunas, Agustín Ibarrola, Antonio Mingote, Natalio Bayo, Manuel Viola, José Orús, Salvador Victoria o Antonio Saura. En 2004 apareció publicada una interesante biografía sobre su vida y obra, Miguel Labordeta. Poeta violento idílico (1921-1969), del periodista Antonio Ibáñez y editada por la Biblioteca Aragonesa de Cultura que dirigió Eloy Fernández Clemente.

## Obras

### Poesía
- (1948): Sumido 25. Imprenta del Heraldo de Aragón, con portada de Antonio Mingote.
- (1949): Violento idílico. Madrid, Librería Clan (colección "Cuadernos de Poesía", n.º 8), editado por Tomás Seral y Casas.
- (1950): Transeúnte central. Escelicer, Colección Norte, editado por Gabriel Celaya.
- (1960): Memorándum. Poética Autología. Zaragoza, Colección "Orejudín" (n.º 5).
- (1961): Epilírica, Bilbao, Alrededor de la Mesa (Comunicación Poética).
- (1967): Punto y aparte, Madrid, Ciencia Nueva (Colección "El Bardo", n.º 34).
- (1969): Los soliloquios, Zaragoza, Javalambre (Colección "Fuendetodos", n.º 1).
- (1972a): Obras completas, prólogo de Ricardo Senabre, «Retrato», de José Antonio Labordeta y «Claves circulares» de Rosendo Tello, Zaragoza, Javalambre (Colección "Fuendetodos", n.º 11).
- (1972b): Autopía, ed. y pról. de Rosendo Tello, Barcelona, El Bardo (Colección Poesía, n.º 88)
- (1975): La escasa merienda de los tigres y otros poemas, ed. de Pedro Vergés, Barcelona, Barral (Colección "Ocnos", n.º 50).
- (1981): Epilírica (Los nueve en punto), ed. y pról. de Clemente Alonso Crespo, Barcelona, Lumen (Colección Poesía, n.º 42).
- (1983a): Metalírica, ed. y pról. de Antonio Fernández Molina, Madrid, Hiperión (Colección Poesía, n.º 53).
- (1983b): Obra completa, ed. de Clemente Alonso Crespo, presentación de José Manuel Blecua, 3 vols., Barcelona, Los Libros de la Frontera (Colección de Poesía El Bardo, n.º 10, 11, 12).
- (1994): Abisal Cáncer, ed. de Clemente Alonso Crespo, Olifante.
- (2015): Obra publicada, ed. de Antonio Pérez Lasheras y Alfredo Saldaña Sagredo, Prensas Universitarias de Zaragoza (Colección Larumbe, n.º 84).

### Teatro
- (1949): Exactamente perdido (poemoide radiofónico). Leído en Radio Zaragoza por el poeta el 7 de enero de 1949 (19:30), y dedicado a Gabriel Celaya y a José Antonio Novais.
- (1955): Oficina de horizonte.